# الإسلام في هونغ كونغ
وفقًا لتعداد عام 2016 يعتنق الإسلام 4.1٪ من سكان هونغ كونغ أو حوالي 300 ألف مسلم. ومن هذا العدد هناك 50 ألف صيني و150 ألف إندونيسي و30 ألف باكستاني، والباقي من أجزاء أخرى من العالم. الغالبية العظمى من المسلمين في هونغ كونغ هم من السنة.

حوالي 12,000 من العائلات المسلمة في هونغ كونغ هي عائلات من أصول مختلطة من الصين وجنوب آسيا ينحدرون من المهاجرين المسلمين الأوائل من جنوب آسيا الذين تزاوجوا من الصينيات المحليات. كما لعب مسلمو الهوي من بر الصين الرئيسي دورًا في نشر الإسلام في هونغ كونغ.

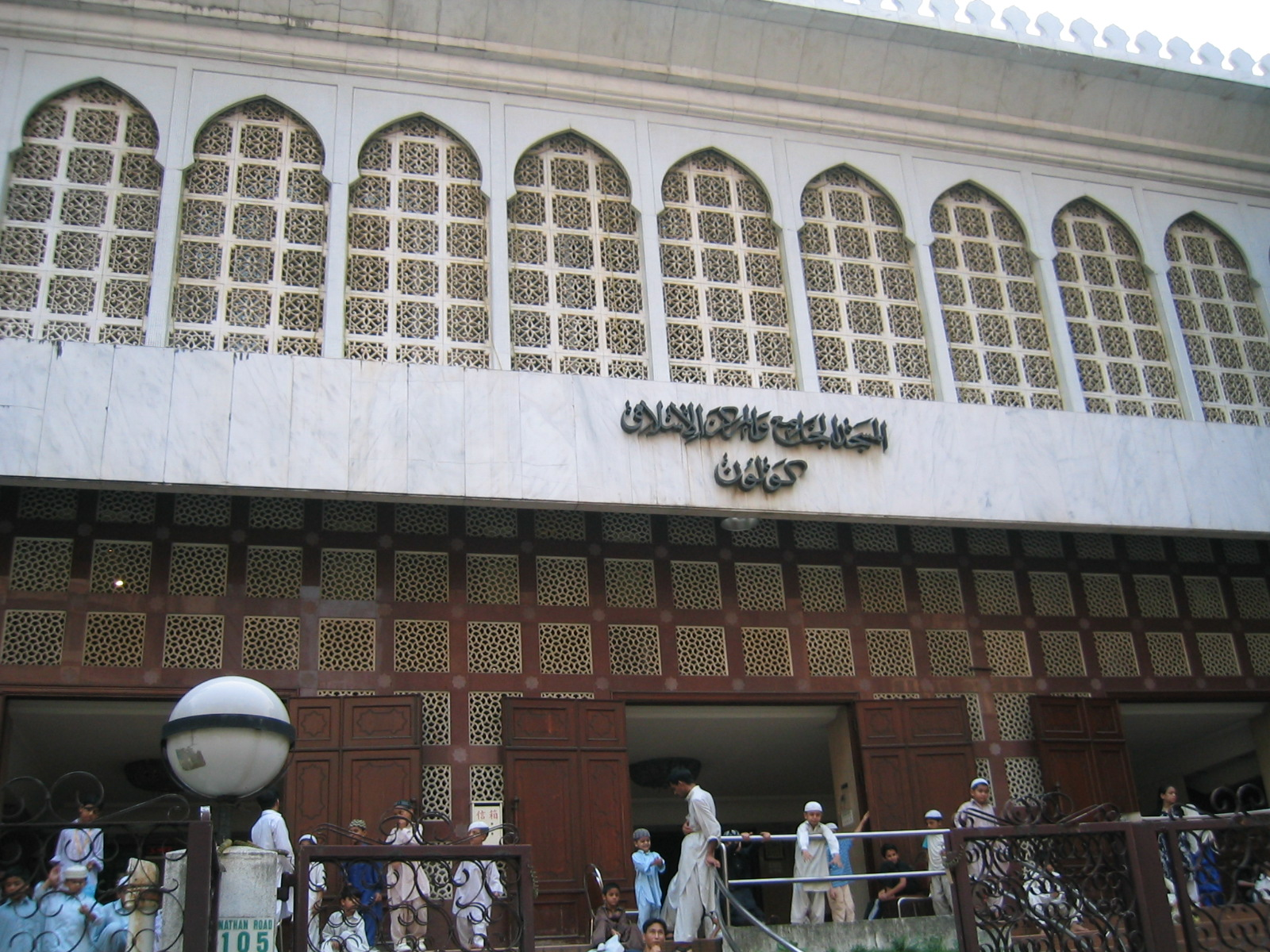
واجهة المسجد.

## التاريخ
وصل الإسلام هذه المنطقة مبكراً، فقد وصل التجار العرب إلى جنوب شرقي الصين في وقت مبكر، ففي القرن الهجري الأول وصلت السفارات الإسلامية إلى كانتون المجاورة لهونغ كونغ، وتوالت هجرة المسلمين إلى المنطقة، فهاجر إليها مسلمون من جزر الهند الشرقية ومن الملايو، ولايمكن فصل تاريخ الإسلام في جنوب الصين عن تاريخة في منطقة هونغ كونغ، وكانت ملجأ للمسلمين الصينين، في حالة اندلاع الانتفاضات داخل الصين، وهاجر إليها كثير من المسلمين إبان الانتفاضة الشيوعية بالصين، ولم تغلق الحدود بينها وبين الصين الشعبية إلى سنة (1370هـ - 1950م) وهكذا وصلها المسلمون عن طريق الهجرة من المناطق المجاورة لها.

## الهيئات الإسلامية
هناك عدد من الهيئات الإسلامية يضمها اتحاد المنضمات الإسلامية وتشرف هذه الهيئات على المساجد والتعليم الديني، وهناك عدد من المدارس الابتدائية الإسلامية، وتوجد كلية هونغ كونغ الإسلامية وهي في مستوي المدارس الثانوية، ، وتهتم مناهجها بالدراسات الإسلامية والعربية، وسوف تطور إلى المستوى الجامعي، ويصدر المسلمون مجلة هونغ كونغ الإسلامية، وتقيم الهيئات الإسلامية مسجد كولون ويضم مسجداً ومركزاً إسلامياً، وفي هونغ كونغ 4 مساجد، وتوجد في البلاد الجمعية الباكستانية الإسلامية، والجمعية الهندية الإسلامية والجمعية (البهارية) وهي تخص (الاسماعلية) ولقد وصل دعاة الاسماعلية إلى سواحل الصين في القرن 19 الميلادي، وعملوا بالتة مع هونغ كونغ، ولهم مسجد خاص بهم، وثثير جماعة الاسماعلية مشاكل بين المسلمين في هونغ كونغ.

## مواضيع ذات صلة
- الإسلام في نيوزيلندا
- الإسلام في أستراليا
- الإسلام في تايلند
- الإسلام في رواندا
- الإسلام في فنلندا
- الإسلام في اليابان

## المصدر
- الأقليات المسلمة في آسيا وأستراليا - سيد عبد المجيد بكر.

1. ↑  Hong Kong: The Facts - Religion and Custom HKSAR Government Home Affairs Bureau, May 2016. نسخة محفوظة 2022-12-29 على موقع واي باك مشين.
2. ↑  Wai-Yip Ho (2013). Islam and China's Hong Kong: Ethnic Identity, Muslim Networks and the New Silk Road. Routledge. ص. 20. ISBN:9781134098071.
3. ↑  "Hong Kong Muslims Plead for Mosques – Asia-Pacific – News". OnIslam.net. مؤرشف من الأصل في 2022-02-11. اطلع عليه بتاريخ 2014-05-12.
4. ↑  Weiss، Anita M. (يوليو 1991)، "South Asian Muslims in Hong Kong: Creation of a 'Local Boy' Identity"، Modern Asian Studies، ج. 25، ص. 417–53، DOI:10.1017/S0026749X00013895، S2CID:145350669
5. ↑  Bosco، Joseph (2004)، "Hong Kong"، في Ember، Melvin؛ Ember، Carol R.؛ Skoggard، Ian (المحررون)، Encyclopedia of Diasporas: Immigrant and Refugee Cultures Around the World, Volume 2، Springer، ص. 506–514، ISBN:978-0-306-48321-9
6. ↑  Wang Ma، Rosey (2004)، "Hui diaspora"، في Ember، Melvin؛ Ember، Carol R.؛ Skoggard، Ian (المحررون)، Encyclopedia of Diasporas: Immigrant and Refugee Cultures Around the World, Volume 2، Springer، ص. 113–124، ISBN:978-0-306-48321-9
7. ↑  سيد عبد المجيد بكر (1393هـ). الاقليات المسلمة في آسيا واستراليا. جدة: هيئة الإغاثة الاسلامية.
8. ↑  "معلومات عن الإسلام في هونغ كونغ على موقع babelnet.org". babelnet.org.[وصلة مكسورة]